# Conus samiae
Conus samiae é uma espécie de gastrópode do gênero Conus, pertencente à família Conidae.